# Carl von Beust (Richter)
Carl (auch: Karl) von Beust (* 14. März 1777 in Rastatt; † 10. Dezember 1842 ebenda) war ein badischer Richter.

## Leben
Carl von Beust besuchte von 1789 bis 1797 das Piaristenkolleg in Rastatt, anschließend studierte er von 1798 bis 1800 Rechtswissenschaften in Würzburg. Ab 1800 war er Rechtspraktikant in Pforzheim, bevor er 1803 als Assessor ans Oberamt Pforzheim ging. Von 1806 bis 1816 war Beust Amtmann und Amtsvorstand am Amt Bühl. Bis 1814 stieg er hier bis zum Regierungsrat auf. 1816 wechselte Beust an das Hofgericht nach Mannheim; hier führte er den Titel Hofgerichtsrat. 1820 versetzte man ihn an das Hofgericht nach Rastatt, wo er 1834 zum Hofgerichtsdirektor und 1841 zum Präsident des Hofgerichts aufstieg.

## Herkunft
Beusts Vater war Oberforstmeister und Kammerherr. Carl von Beust, der der badischen Linie des Adelsgeschlechts Beust entstammte, war ein Cousin ersten Grades des ebenfalls aus Rastatt stammenden und nahezu gleichaltrigen Kammerherrn und Generalmajors Franz von Beust.

## Ehrungen
- Ritterkreuz Orden vom Zähringer Löwen (1837)
- Kommandeurkreuz Orden vom Zähringer Löwen (1841)